# Bandera de Córdoba (Colombia)
La bandera de Córdoba es el principal símbolo oficial del departamento colombiano de Córdoba. Fue adoptada por medio de un decreto el 12 de diciembre de 1951.

## Disposición y significado de los colores
La bandera está conformada de tres franjas horizontales del mismo ancho y ocupadas cada una de ellas por los colores azul, blanco y verde.
Los colores poseen los siguientes significados:
- El azul, en la parte superior, simboliza los ríos, el valle que lo recorre en toda su extensión y el mar que baña sus costas, representando con ello a los ríos Sinú, San Jorge, sus ciénagas y el mar Caribe.

- El blanco, que ocupa la parte media, significa la paz y la concordia.

- El verde ocupa la parte inferior de la bandera y representa las amplias regiones verdes, sabanas y las montañas que conforman el territorio departamental.